# Pterella soror
Pterella soror är en tvåvingeart som först beskrevs av Boris Borisovitsch Rohdendorf 1935.  Pterella soror ingår i släktet Pterella och familjen köttflugor. Inga underarter finns listade i Catalogue of Life.